# Syndrome de retard de phase du sommeil
 (juillet 2012).
Si vous disposez d'ouvrages ou d'articles de référence ou si vous connaissez des sites web de qualité traitant du thème abordé ici, merci de compléter l'article en donnant les références utiles à sa vérifiabilité et en les liant à la section « Notes et références ».
 Mise en garde médicale
Le syndrome de retard de phase du sommeil est le trouble du rythme circadien le plus fréquent dans la catégorie des troubles du rythme circadien. Il fait partie des dyssomnies et touche 0,5 % de la population mondiale.

## Épidémiologie
C’est le plus fréquent des troubles intrinsèques du rythme circadien.
Sa fréquence est estimée à 0,5 % de la population générale et presque 10 % des sujets se plaignant d’insomnie.
Il n’existe pas de différence de répartition homme-femme.
Le début des troubles correspond généralement à l’adolescence.

## Diagnostic

### Aspects cliniques
Plainte d’insomnie d’endormissement si le coucher a lieu à une heure dite normale.
Plainte de lever difficile à une heure dite normale.
On observe une somnolence diurne excessive durant la journée, des performances diurnes altérées, sauf en fin de journée. Cette plainte est liée à un manque de sommeil (durée de sommeil de moins de 5 heures si le sujet est soumis aux contraintes sociales).
Les symptômes disparaissent si le sujet est libre de choisir ses horaires (coucher après 3 h, lever après 10 h).

### Examens complémentaires
L'agenda de sommeil, tenu pendant au moins 2-3 semaines avec idéalement une période de vacances, permet d’objectiver facilement le retard de phase.
Si la réalisation de l’agenda est difficile ou ses résultats difficilement interprétables, on peut avoir recours à l’actimétrie.
De façon accessoire, on peut objectiver le retard de la phase circadienne par le dosage de la mélatonine salivaire pendant 24 heures. On observe un décalage du pic de sécrétion.
Enfin, on peut réaliser 2 enregistrements en polysomnographie durant 2 nuits (première nuit avec des horaires soumis aux contraintes sociales, et la seconde avec les horaires idéaux du patient).

### Diagnostic différentiel
- Insomnie psychophysiologique
- Mauvaise perception du sommeil
- Troubles du rythme circadien extrinsèques (mauvaise hygiène veille-sommeil…)
- Syndrome hypernycthéméral
- Trouble anxieux et trouble de l’humeur

## Évolution
L’évolution en l’absence de traitement est en général chronique. On observe une amélioration du trouble chez le sujet âgé (tendance physiologique à l’avance de phase).

## Physiopathologie
Différents facteurs, génétiques, psychologiques et liés au développement sont à l’œuvre dans la genèse du SRPS.

### Facteurs génétiques
Les facteurs génétiques ont une place importante (40 % d’histoire de SRPS chez les apparentés). Le gène PER3 semble être impliqué, mais son seul polymorphisme ne peut pas expliquer l’ensemble de l’influence génétique.

### Facteurs psychologiques
Les troubles de l’humeur (dépression), les troubles anxieux, les troubles de la personnalité seraient plus fréquents dans le SRPS.

### Facteurs liés au développement psychomoteur
La fréquence du début des troubles à l’adolescence s’explique par plusieurs éléments :
- des éléments comportementaux (pression sociale, scolaire, parentale, loisirs)
- des éléments physiologiques :
  - augmentation de la période circadienne
  - modification de la sensibilité à la lumière
  - réduction de la sécrétion de mélatonine

## Traitement
Les objectifs du traitement visent à recaler le rythme endogène du sommeil sur un rythme socialement acceptable.

### Chronothérapie
C’est un protocole assez lourd, nécessitant le plus souvent une hospitalisation.
On va retarder l’heure du coucher de 3 heures chaque jour, en gardant une durée de sommeil fixe (7-8 h), avec interdiction des siestes. Au bout de 7 jours, on est revenu à l’heure souhaitée (3 heures de moins que l’heure initiale). Les horaires sont alors maintenus strictement ensuite (même le week-end ou durant les vacances).
Il existe bien sûr des variations dans le protocole selon les équipes.
On peut également obtenir un recalage par avance très progressive de l’heure du coucher (15 minutes par jour), à domicile. Cette procédure donne en général de moins bons résultats compte tenu de chaque rythme endogène propre qui a tendance à être supérieur à 24 heures (il est plus facile d’accélérer le rythme que de le ralentir).

### Luminothérapie
Une exposition à une source lumineuse artificielle reproduisant la lumière du jour (2 500 lux pendant 2 heures, puis 1 heure), tôt le matin permet de consolider une chronothérapie. La luminothérapie seule ne donne en général que peu de résultats.

### Mélatonine
Intérêt limité selon les études de la prise de mélatonine le soir à 22 heures.
Là aussi le traitement peut être un apport complémentaire aux autres techniques.